# Judenplatz

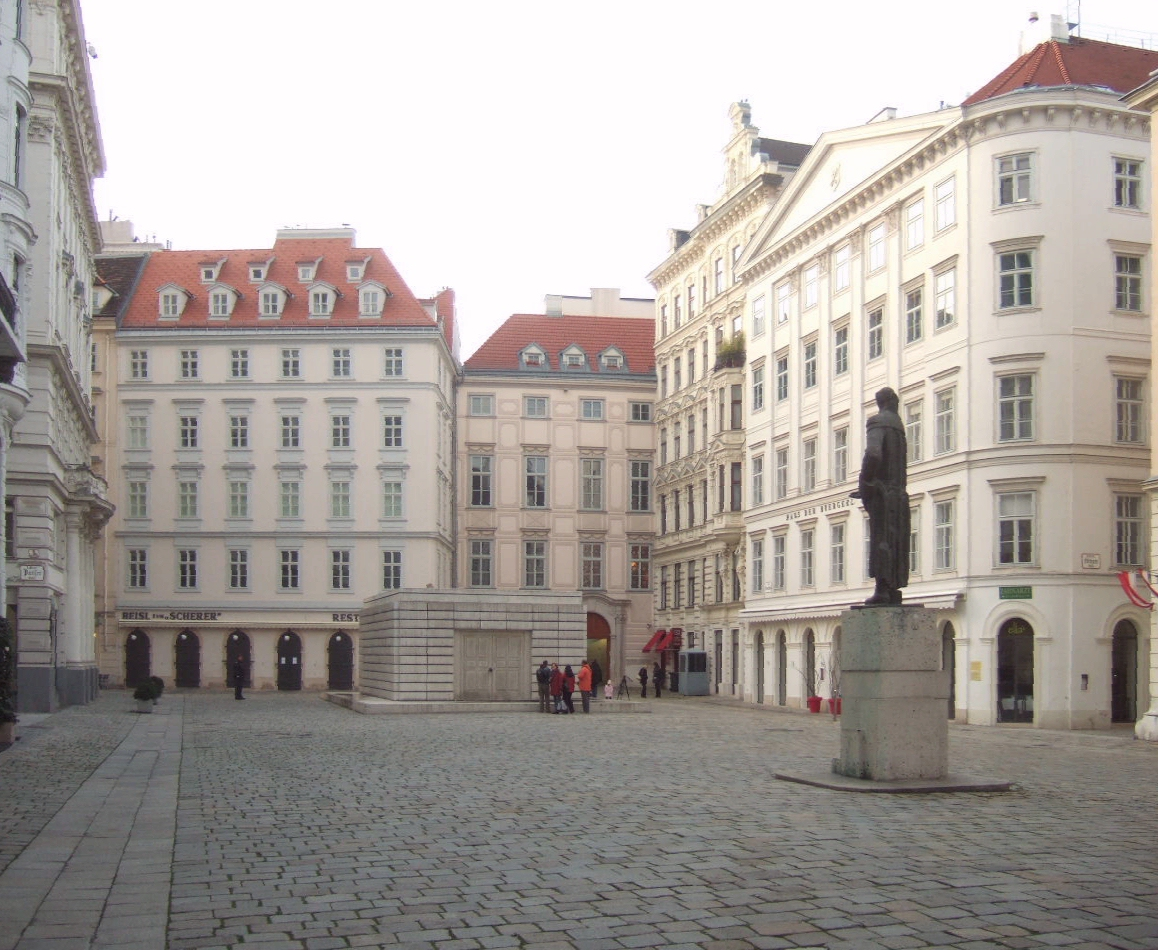
Une vue de la Judenplatz. Au premier plan, à droite, la statue de Lessing. Au second plan, le Mémorial de la Shoah.

La Judenplatz (« place des Juifs ») est située dans l'Innere Stadt, premier arrondissement et centre historique de Vienne (Autriche). Foyer de la communauté juive de Vienne depuis le XIIe siècle, elle recèle des vestiges archéologiques datant du Moyen Âge.
La Judenplatz accueille deux sculptures : une statue de Gotthold Ephraim Lessing et le monument du Mémorial de la Shoah, œuvre de Rachel Whiteread créée à l'initiative de Simon Wiesenthal et inaugurée en 2000. Elle abrite également la Cour constitutionnelle d'Autriche et la Cour administrative, toutes deux dans l'ancienne chancellerie de Bohême, ainsi qu'une annexe du Musée juif de Vienne.

## Histoire
Les Juifs sont présents dans ce quartier de Vienne depuis les alentours de l'année 1150. Grâce à un édit de l'empereur Frédéric II, ils obtiennent en 1238 l'autorisation d'édifier divers bâtiments dont une synagogue sur cette place, qui porte alors le nom de  Schulhof, appellation qu'elle conservera jusqu'au pogrom de 1420-1421. À la veille de ce massacre, connu sous le nom de geserah de Vienne, la communauté compte environ  800 personnes.

## Galerie

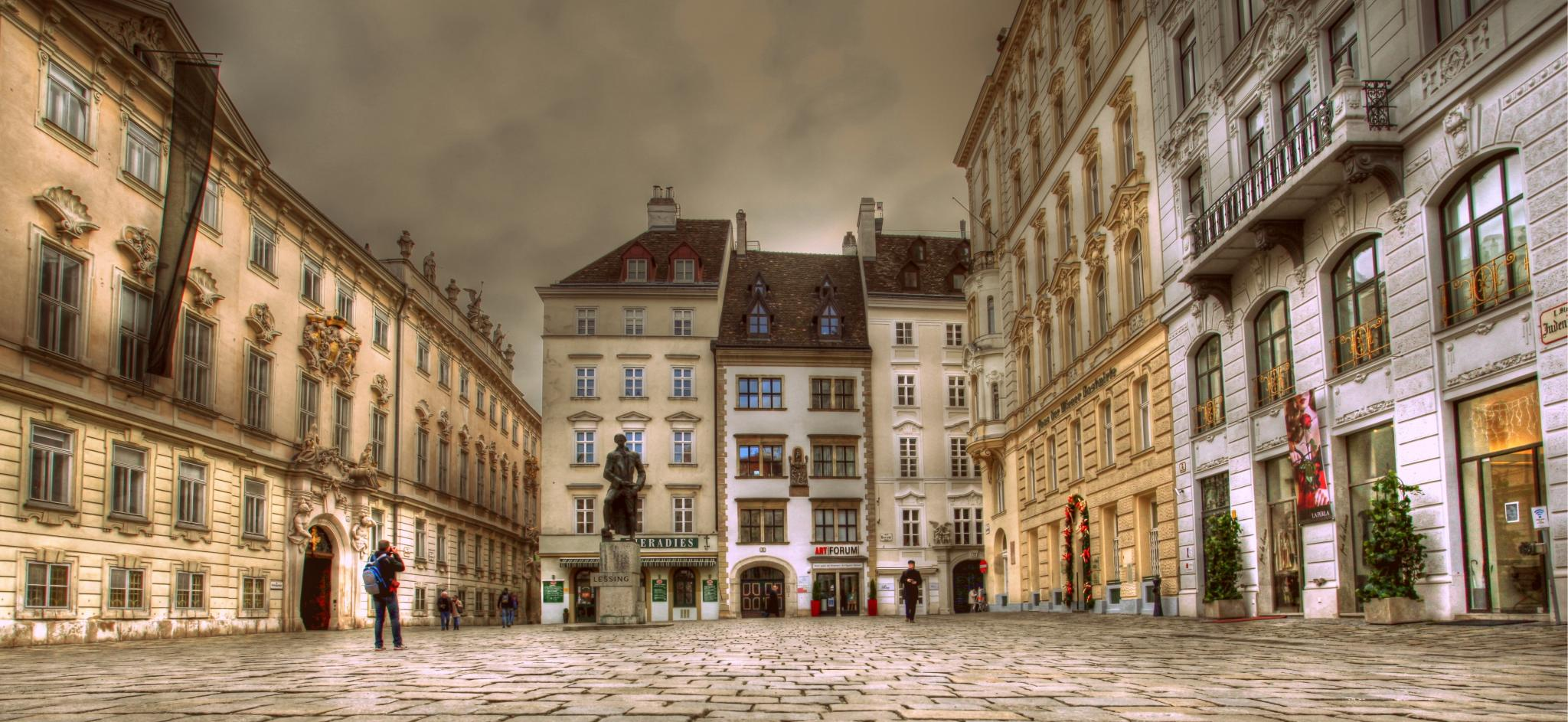
Une vue panoramique
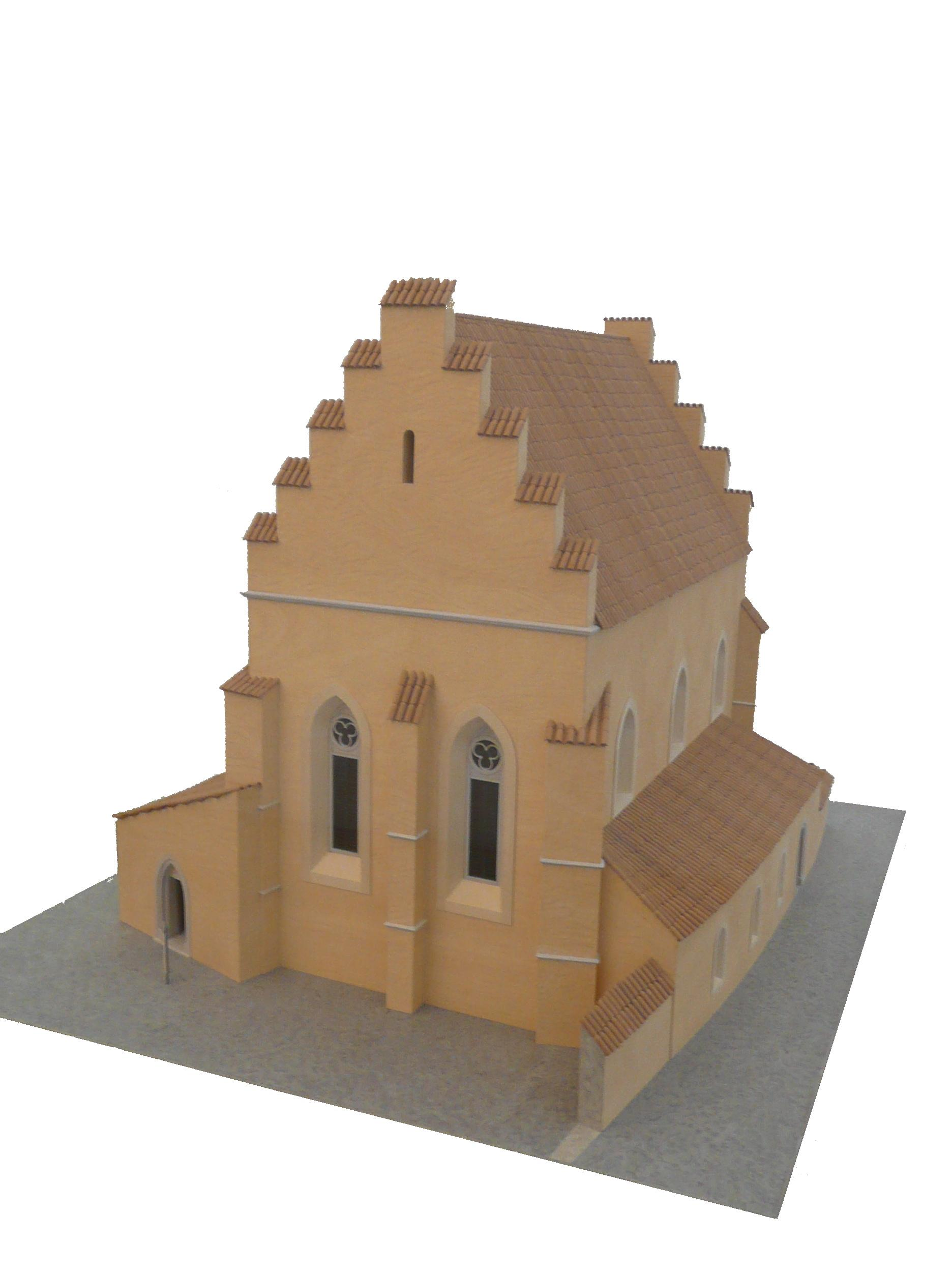
Maquette de la synagogue détruite en 1421
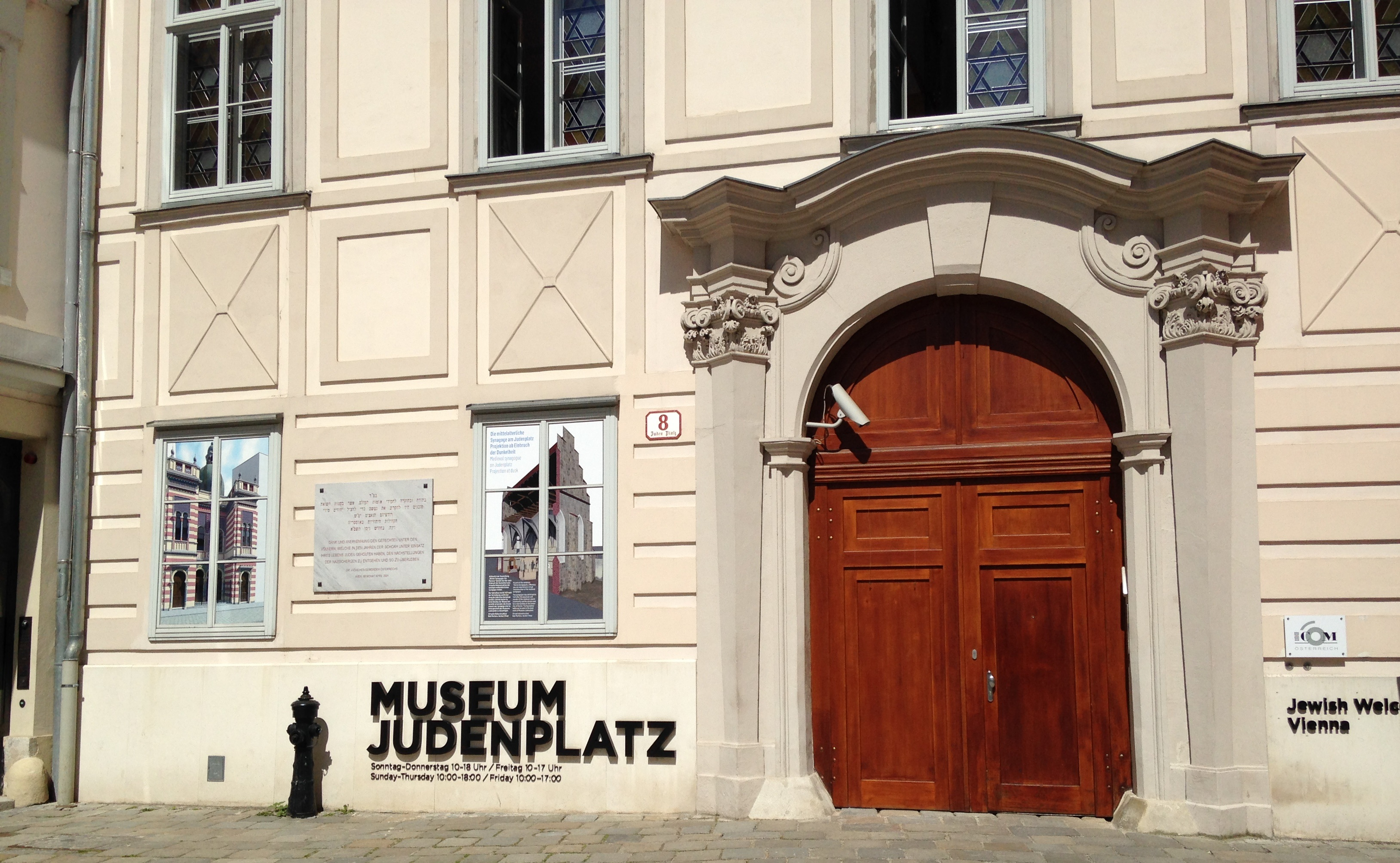
Le Musée juif de la Judenplatz
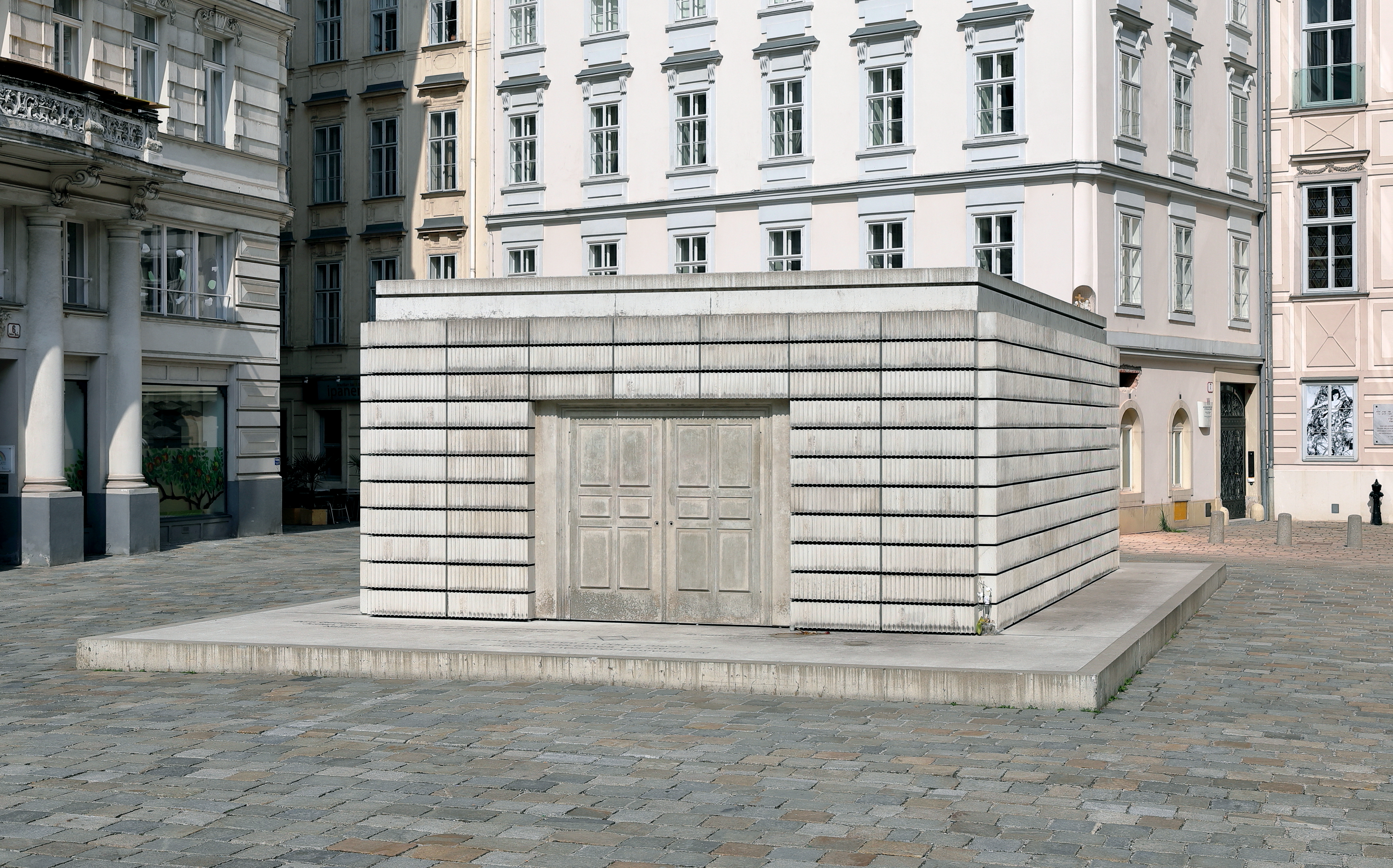
Le Mémorial de la Shoah
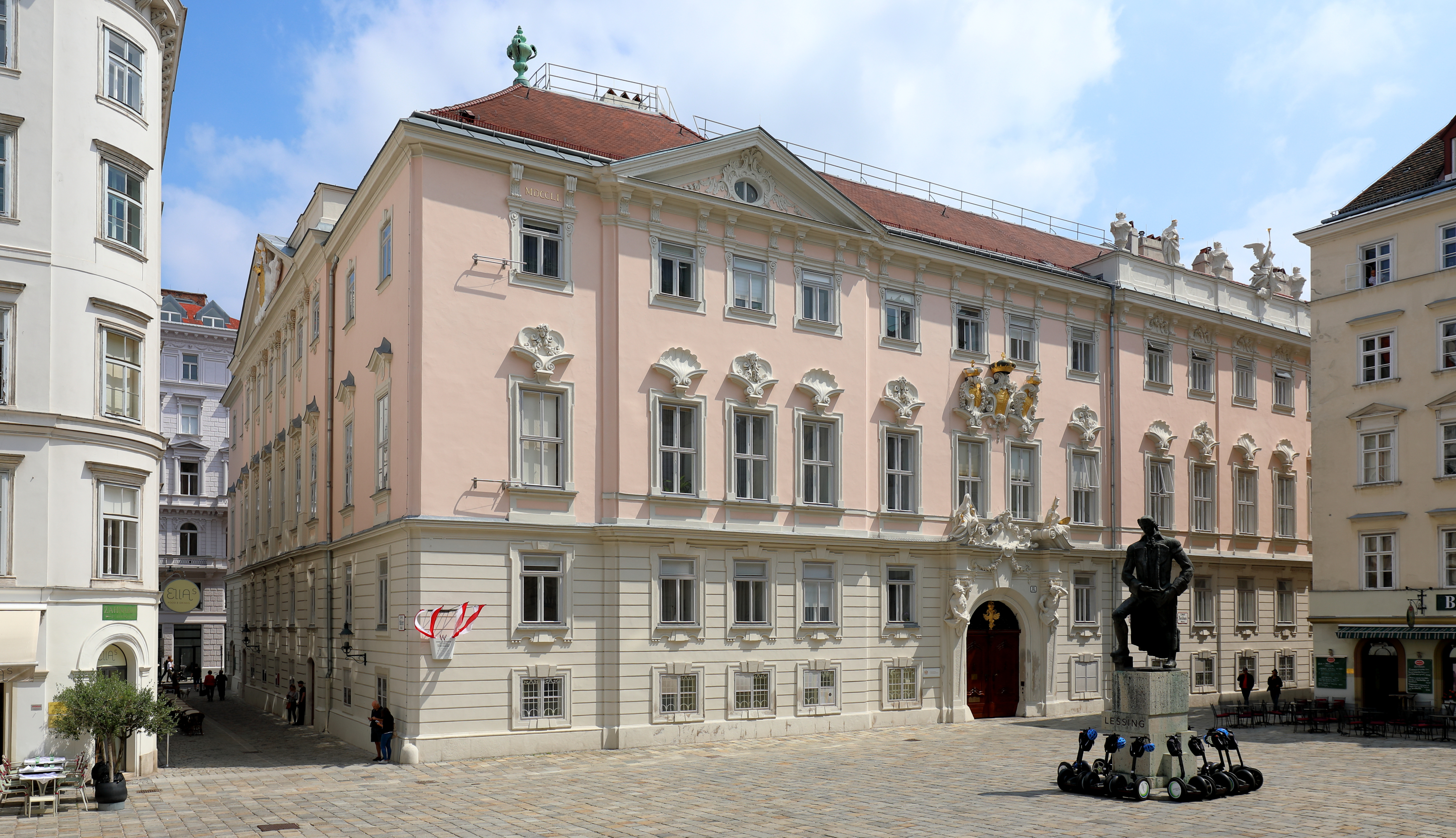
L'ancienne chancellerie de Bohême
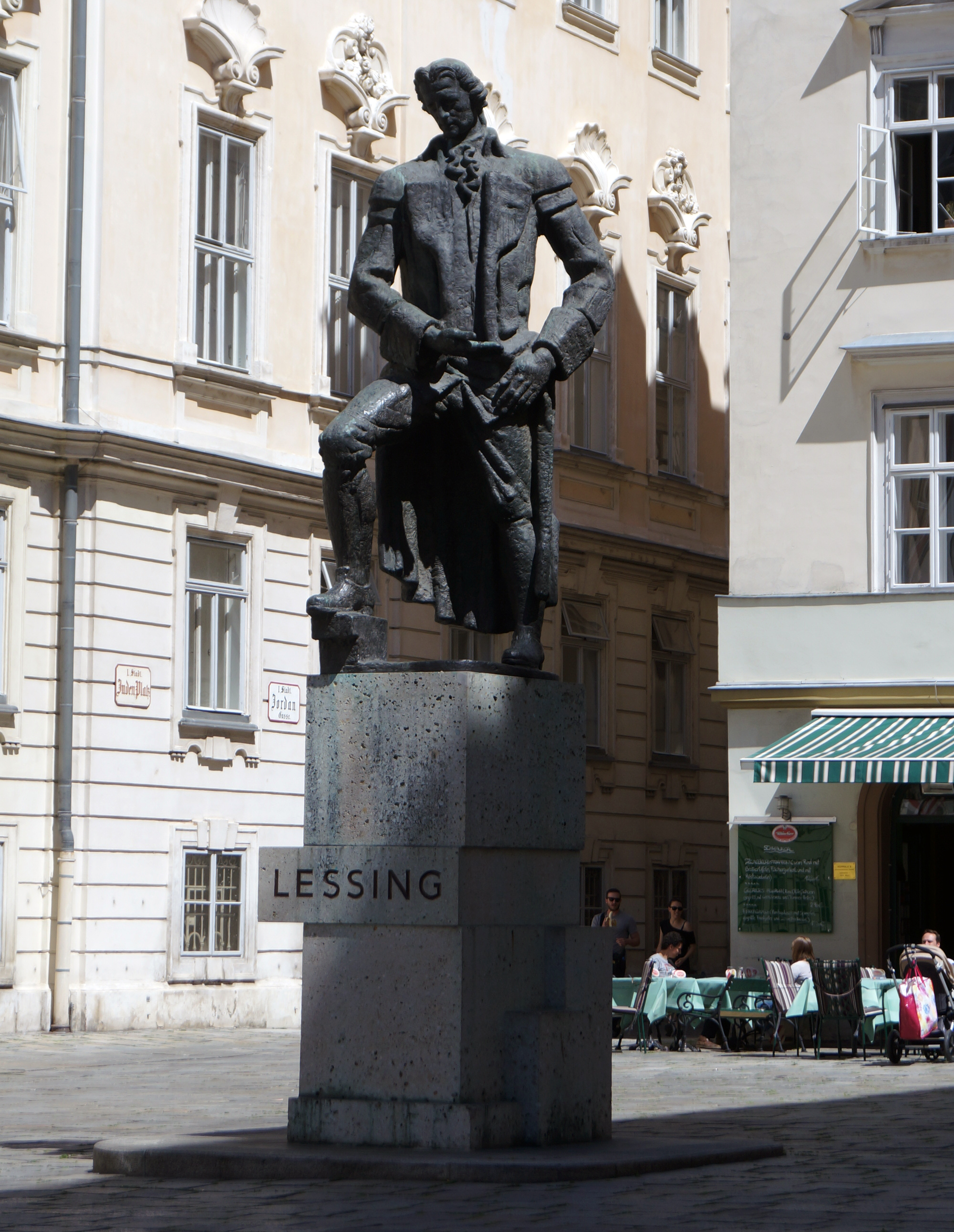
La statue de Lessing par Siegfried Charoux (en) (1896-1967)